# Grêmio Esportivo Brasil

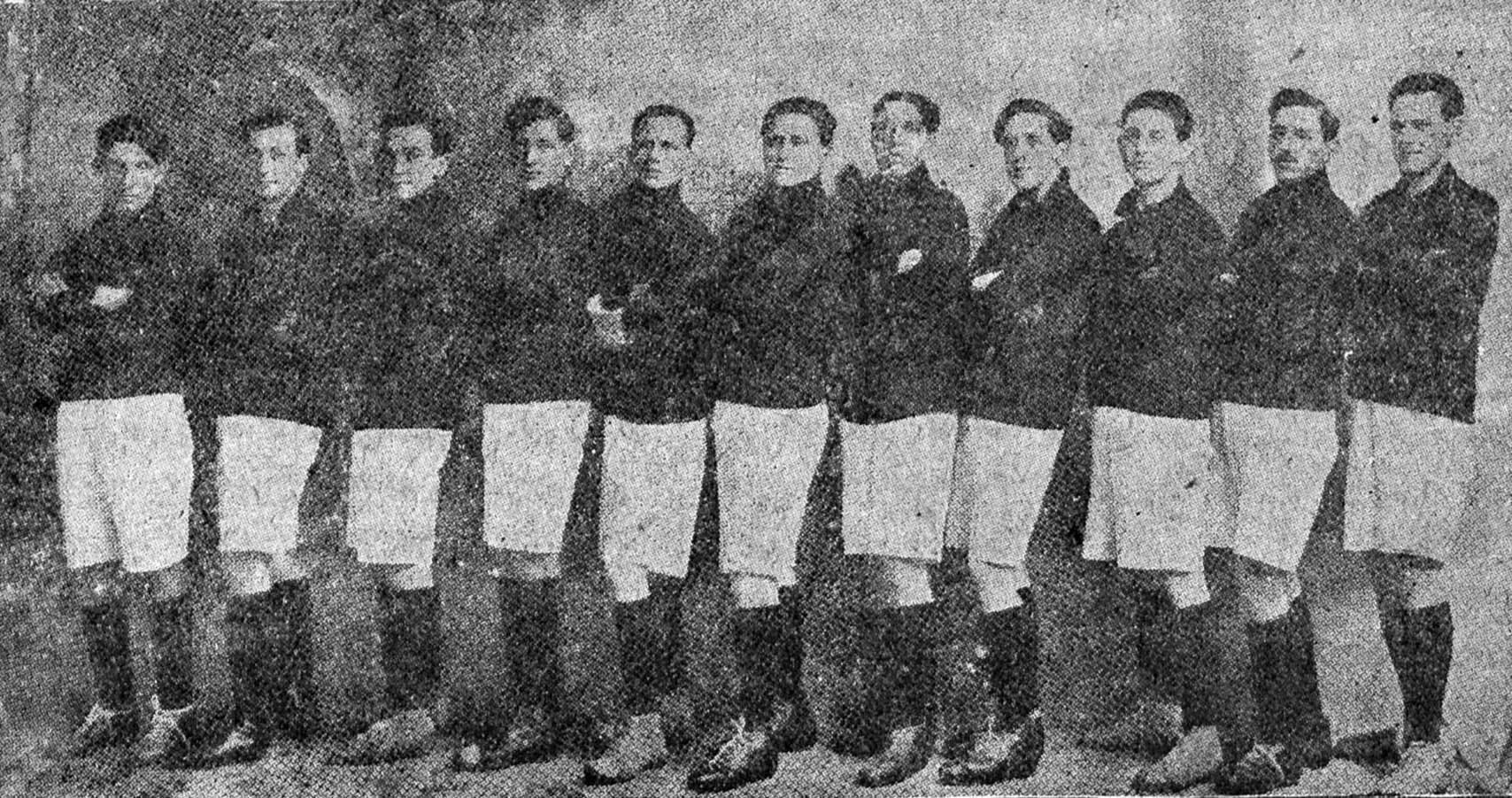
Equipo de 1919.

El Grêmio Esportivo Brasil, más conocido como Brasil de Pelotas, es un club de fútbol profesional brasileño, de la ciudad de Pelotas en el estado de Río Grande del Sur. Fue fundado en 7 de septiembre de 1911 y juega en el Campeonato Brasileño de Serie D.

## Torneos estatales oficiales
- Campeonato Gaúcho (1): 1919[6]
- Campeonato Gaúcho - Segunda División (3): 1961, 2004 e 2013
- Campeonato del Interior Gaucho (10): 1919, 1953, 1954, 1955, 1963, 1968, 1983, 1984, 2014 e 2015
- Copa Gobernador del Estado de Rio Grande do Sul (1): 1972
- Copa Sur-Frontera (1): 2012
- Regional del Campeonato Gaucho (7): 1926, 1927, 1941, 1946, 1950, 1955 e 1961
- Campeonato de la Ciudad de Pelotas (28): 1917-1919, 1921, 1926-1927, 1929, 1931, 1937, 1941, 1942, 1946, 1948-1949,1950, 1952-1955, 1961, 1962-1964, 1970, 1976, 1982, 2004 e 2006.

## Presidentes
- Danio Tavares (1937-1939)[7]
- Bento Mendes de Freitas (1948-1950)[8]
- Francisco Bruno Morelli (1950-?)[9]

## Entrenadores
- Jerson Testoni (septiembre de 2021–mayo de 2022)[10][11]
- Cirilo (interino- mayo de 2022–junio de 2022)[11]
- Thiago Gomes (junio de 2022–agosto de 2022)[12][13]
- Rogério Zimmermann (octubre de 2022–agosto de 2023)[14][15]
- Fabiano Daitx (octubre de 2023–marzo de 2024)[16][17]
- Alessandro Telles (marzo de 2024–presente)[4]